# Török Ádám (zenész)
Török Ádám (Budapest, 1948. január 12. – Budapest, 2023. április 18.) Máté Péter-díjas magyar fuvolista, énekes és dalszövegíró, a Mini együttes alapítója és frontembere.

## Pályafutása
Gyerekkorában kezdett el fuvolázni, majd elvégezte a Bartók Béla Zeneművészeti Szakközépiskola dzsessz-tanszakának előkészítőjét. 1965-ben – gimnáziumi évei alatt – kezdett el zenélni zenekarban. Pár évvel később, 1968-ban, a Dogs együttes énekese lett, majd ugyanebben az évben megalapította a progresszív rockot, blues-rockot és jazz-rockot játszó Mini együttest. 1974-ben Závodi János kilépett a zenekarból, és helyére Tátrai Tibor került a Syriusból. Ettől kezdve a Mini jazz-rockot játszott, számtalan hazai és külföldi helyszínen, de közben folyamatosan cserélődtek a tagok.
1976-tól rendszeresen felléptek az Ifjúsági Parkban a P. Mobillal, majd az 1980-as évek elejétől megszűnt a Mini, s megalapította a Mini RC-t (Robot Company) és a Tátrai-Török Tandemet. 1987-től 1990-ig szólókarrierbe kezdett, s fellépett Amerikában, Svájcban, Olaszországban és Ausztriában. 1990-ben fellépett a philadelphiai Freedom fesztiválon a svájci Jammin együttessel, majd egy évre rá megalapította a R.A.B.B. (Rhythm and Blues Branch) nevű zenekart Závodi Jánossal.
1993-ban nosztalgia Mini-koncertet szervezett a Budapest Sportcsarnokban, ahol az együttes valamennyi korábbi tagja is szerepelt.
1998. január 31-én jubileumi koncertet adott a Petőfi Csarnokban, ahol 30 éves zenei pályafutását és 50. születésnapját ünnepelte, majd még ugyan ebben az évben újraindult az addig szünetelő Mini együttes, ezúttal Török Ádám és a Mini néven. 1999-ben Pro Urbe Budapest-díjat kapott, majd 2003-ban egy Best Of Mini Jubileumi Koncertet adott az együttesével a Petőfi Csarnokban.
2004-től 2007-ig turnékon és fesztiválokon vettek részt, többek között Tel-Avivban és Erdélyben is, 2005-ben megjelent Éjszakai harcos című lemeze megjelenése alkalmából pedig szuperkoncertet adott ugyancsak a Petőfi Csarnokban.

## Diszkográfia

### Mini
- 1978 – Vissza a városba
- 1979 – Úton a Föld felé
- 1980 – Mini koncert
- 1983 – Dzsungel

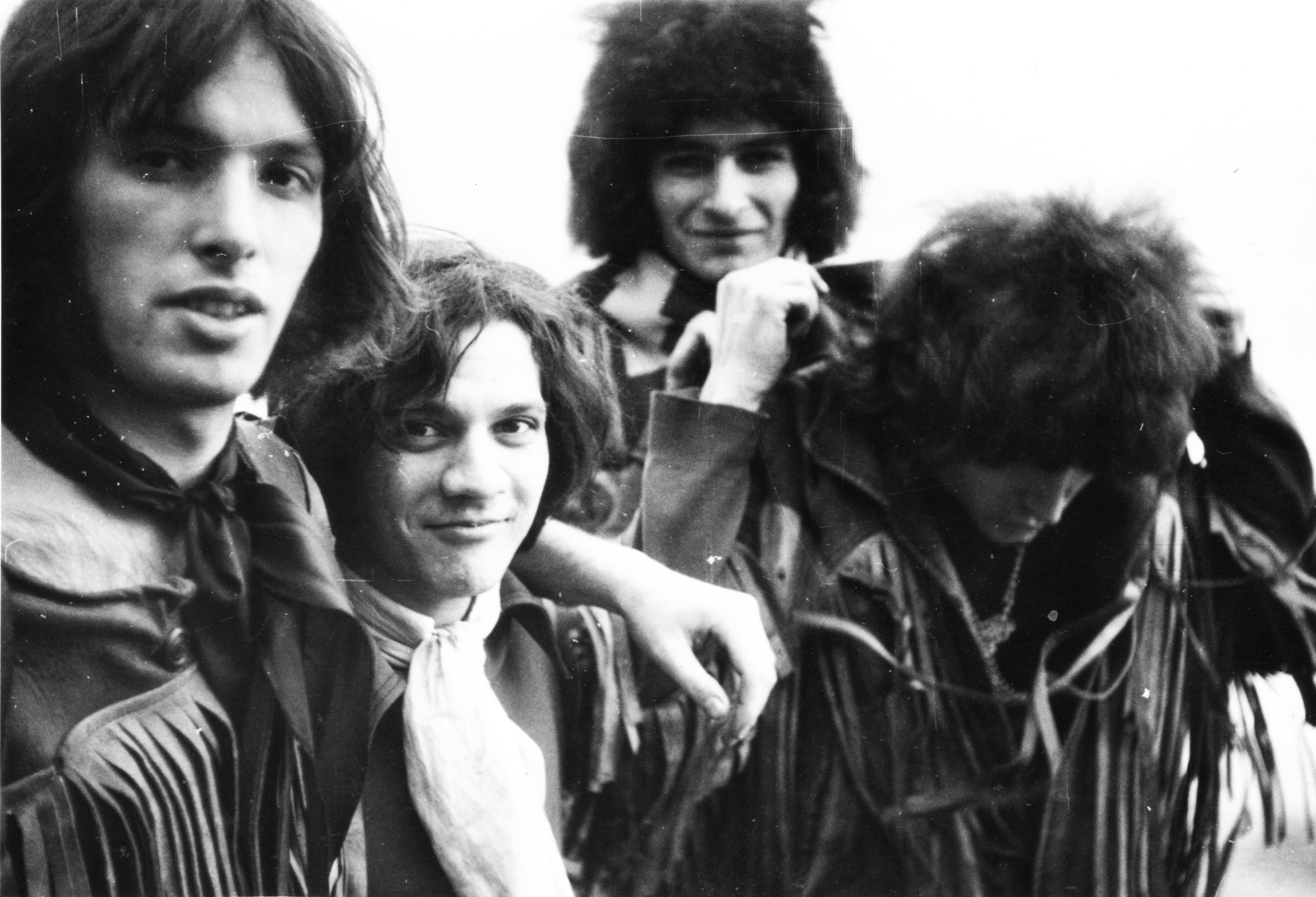
1970-ben a Miniben Dobos Doxa Sándorral, Czipó Tiborral és Závodi Jánossal

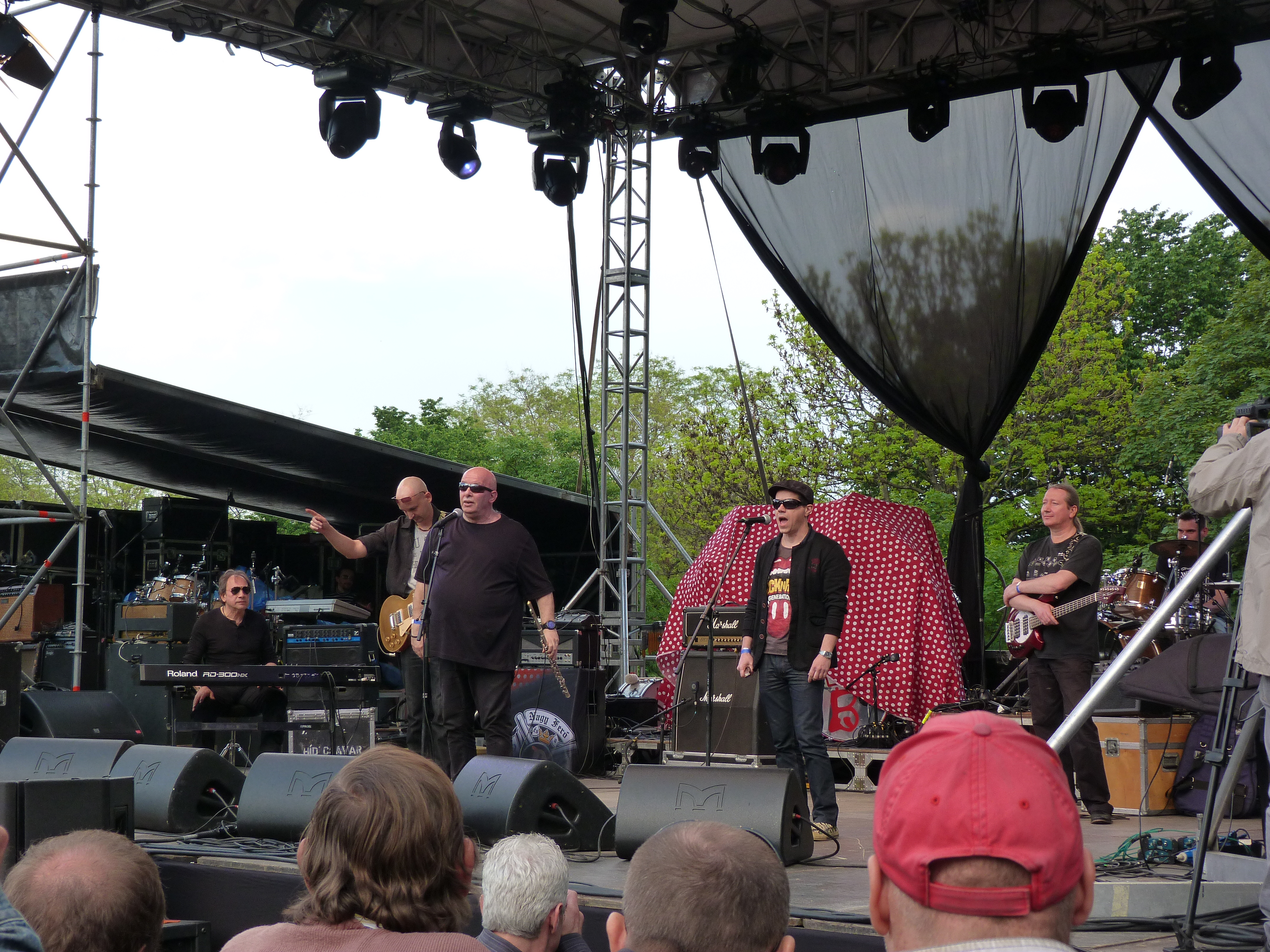
Török Ádám és a Mini – 2014

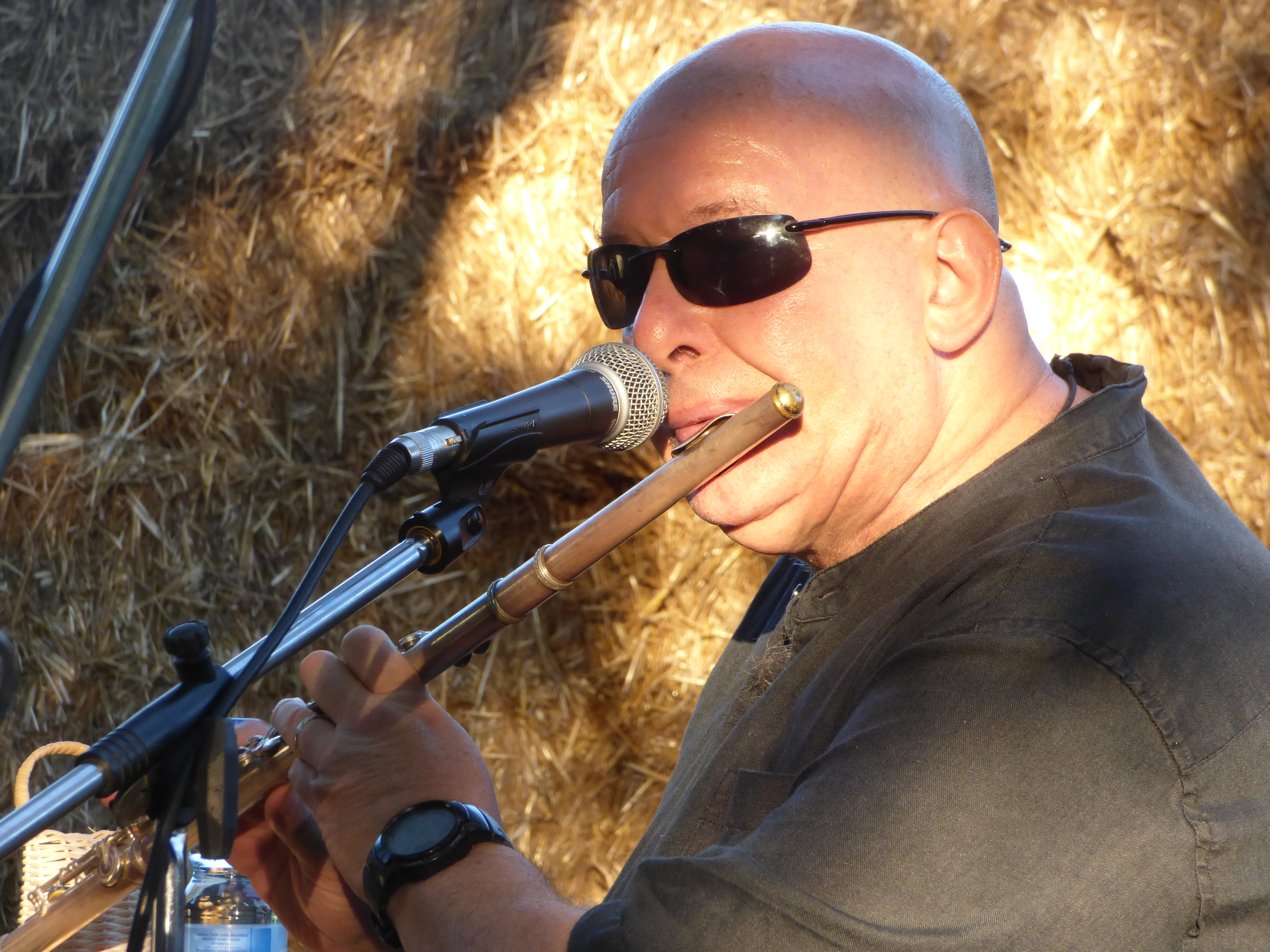
Török Ádám egy 2016-os fellépésen

- 1993 – Vissza a városba: A Mini legjobb felvételei 1972–1983
- 1993 – 25 év Rock

### Török Ádám és Barátai
- 1988 – Alligátor

### R.A.B.B.
- 1993 – Török Ádám és a Rhythm And Blues Branch R.A.B.B.
- 1994 – Nekünk csak ennyi kell
- 1996 – Üres a ház nélküled baby

### Török Ádám és a Mini
- 1998 – 50/30 plusz
- 1999 – Misztikus utazó
- 2000 – Supersession
- 2001 – A szél nomádja
- 2002 – Best of
- 2003 – Egy varázslatos éjszaka
- 2005 – Éjszakai harcos
- 2008 – Török Ádám 60
- 2008 – Messze vissz az út
- 2008 – Fruit Pebbless
- 2009 – Aphrodité – Mediterrán dreams

### Mini Akusztik Trió
- 2022 –  Nyitott kapu Bartók költői világára

### Szólólemezek
- 1995 – Unplugged live
- 1988–1998 – Best of Ádám: Török Ádám kedvenc felvételei

## Könyv
- Török Ádám: Emlékutazás. Török Ádám – 70 év lenyomata; lejegyezte Ócsag Andrea; szerzői, Budapest, 2018

## Szobor
- Török Ádám születésnapján, 2024 január 12-én ünnepélyesen felavatták a róla készült szobrot a Bem rockparton, melyet Ámmer Gergő szobrászművész készített.[7]

## Díjak
- Budapestért díj (1999)[8]
- A Magyar Érdemrend lovagkeresztje (2017)[9]
- Máté Péter-díj (2019)[10]
- Fonogram Életműdíj (2021)[11]
- Artisjus Életműdíj (2023) /posztumusz/[12]